# Correlação gene–ambiente
A correlação gene–ambiente (ou correlação genótipo–ambiente) ocorre quando a exposição às condições ambientais depende do genótipo de um indivíduo.

## Definição
As correlações gene–ambiente (ou rGA) são a correlação de duas características, por exemplo, altura e peso, o que significaria que quando uma muda, a outra também muda. As correlações gene–ambiente podem surgir por mecanismos causais e não causais.  De interesse principal são os mecanismos causais que indicam o controle genético sobre a exposição ambiental. Variantes genéticas influenciam a exposição ambiental indiretamente via comportamento. Três mecanismos causais que dão origem a correlações gene–ambiente foram descritos: 
(i) A correlação gene–ambiente passiva refere-se à associação entre o genótipo que uma criança herda de seus pais e o ambiente em que a criança é criada. Os pais criam um ambiente doméstico que é influenciado por suas próprias características hereditárias. Pais biológicos também passam material genético para seus filhos. Quando o genótipo das crianças também influencia seus resultados comportamentais ou cognitivos, o resultado pode ser uma relação espúria entre ambiente e resultado. Por exemplo, como os pais que têm histórico de comportamento antissocial (que é moderadamente hereditário) correm um risco elevado de abusar de seus filhos, pode-se argumentar que os maus-tratos podem ser um marcador de risco genético que os pais transmitem aos filhos, em vez de um fator de risco causal para problemas de conduta infantil. 
(ii) A correlação gene–ambiente evocativa (ou reativa) acontece quando o comportamento (hereditário) de um indivíduo evoca uma resposta ambiental. Por exemplo, a associação entre conflito conjugal e depressão pode refletir as tensões que surgem ao se envolver com um cônjuge deprimido, em vez de um efeito causal do conflito conjugal no risco de depressão.
(iii) A correlação gene–ambiente ativa ocorre quando um indivíduo possui uma inclinação hereditária para selecionar a exposição ambiental. Por exemplo, indivíduos que são caracteristicamente extrovertidos podem procurar ambientes sociais muito diferentes daqueles que são tímidos e retraídos.
A correlação gene–ambiente também pode surgir a partir de mecanismos não causais, incluindo processos evolutivos e 'contaminação' comportamental da medida ambiental. Processos evolutivos, como deriva genética e seleção natural, podem fazer com que as frequências alélicas sejam diferentes entre as populações. Por exemplo, a exposição a mosquitos portadores da malária ao longo de muitas gerações pode ter causado a maior frequência alélica entre certos grupos étnicos para o alelo da hemoglobina falciforme (HbS), uma mutação recessiva que causa a anemia falciforme, mas confere resistência contra a malária.  Desta forma, o genótipo HbS tornou-se associado ao ambiente da malária.

## Evidências

### Estudos genéticos quantitativos
Estudos de gêmeos e de adoção forneceram muitas evidências para correlações gene–ambiente, demonstrando que as medidas ambientais putativas são hereditárias.  Por exemplo, estudos de gêmeos adultos mostraram que eventos de vida desejáveis e indesejáveis são moderadamente hereditários, assim como eventos de vida específicos e circunstâncias de vida, incluindo divórcio, propensão a se casar, qualidade conjugal e apoio social. Estudos nos quais os pesquisadores mediram aspectos do ambiente específicos da criança também mostraram que fatores ambientais putativos, como disciplina ou afeto dos pais, são moderadamente hereditários. Assistir televisão, orientações de grupos de amigos e atitudes sociais mostraram ser moderadamente hereditárias. Há também uma literatura crescente sobre os fatores genéticos que influenciam os comportamentos que constituem um risco para a saúde, como o consumo de álcool, tabaco e drogas ilícitas e comportamentos de risco. Assim como a disciplina parental, esses comportamentos relacionados à saúde são geneticamente influenciados, mas acredita-se que tenham efeitos mediados pelo ambiente sobre as doenças. Na medida em que os pesquisadores tentaram determinar por que genes e ambientes estão correlacionados, a maioria das evidências aponta para os efeitos intervenientes da personalidade e das características comportamentais.
Os ambientes são hereditários porque o genótipo influencia os comportamentos que evocam, selecionam e modificam características do ambiente. Assim, ambientes menos propícios à modificação comportamental tendem a ser menos hereditários.  Por exemplo, eventos de vida negativos que estão além do controle do indivíduo (como a morte de um ente querido ou perder a casa em um desastre natural) têm menor herdabilidade do que eventos de vida negativos que podem ser dependentes do comportamento de um indivíduo (por exemplo, divorciar-se, ser despedido do emprego). Da mesma forma, eventos de vida pessoais (isto é, eventos que ocorrem diretamente a um indivíduo) são mais altamente hereditários do que eventos de vida em rede (isto é, eventos que ocorrem a alguém dentro da rede social de um indivíduo, afetando o indivíduo assim indiretamente).

### Estudos de genética molecular
Evidências para a existência de correlações gene–ambiente começaram recentemente a surgir a partir de investigações genéticas moleculares. O grupo Collaborative Studies on Genetics of Alcoholism (COGA) relatou que um polimorfismo de nucleotídeo único no íntron 7 do receptor A a2 do ácido gama-aminobutírico (rs279871; GABRA2) foi associado à dependência de álcool e ao estado civil. Indivíduos que tinham a variante GABRA2 de alto risco (ou seja, a variante associada à dependência de álcool) eram menos propensos a serem casados, em parte porque estavam em maior risco de transtorno de personalidade antissocial e eram menos propensos a serem motivados pelo desejo de agradar outros.  Há também evidências moleculares para a correlação gene–ambiente passiva. Um estudo recente descobriu que as crianças eram quase 2,5 vezes mais propensas a serem diagnosticadas com transtorno de déficit de atenção e hiperatividade (TDAH) se suas mães fossem divorciadas, separadas ou nunca casadas. Nesta amostra, no entanto, as mães que possuíam o alelo curto do gene do receptor de dopamina DRD2 eram mais propensas a serem divorciadas, separadas ou nunca casadas. Além disso, seus filhos eram mais propensos a ter TDAH. Portanto, parte da associação entre o estado civil dos pais e o diagnóstico de TDAH entre as crianças desta amostra se deve à variável de confusão do genótipo materno DRD2.  Ambos os estudos também encontraram evidências de interação gene–ambiente.
Uma pontuação poligênica (PGS; também chamada de pontuação de risco poligênico), que é um número atribuído a indivíduos com base na variação em vários loci genéticos e seus pesos de regressão associados de estudos de associação de todo o genoma, também pode ser usada para demonstrar a correlação gene–ambiente. Este efeito, muitas vezes referido como "criação genética", é sugestivo de correlação gene–ambiente passiva quando a pontuação poligênica parental prediz independentemente o resultado da prole além da própria PGS da prole, e foi demonstrado para a realização educacional em humanos.   

## Relevância
Os médicos querem saber se a exposição ao risco ambiental causa doenças. O fato de exposições ambientais serem hereditárias significa que a relação entre exposição ambiental e doença pode ser confundida pelo genótipo. Ou seja, a relação pode ser espúria (não causal), pois os mesmos fatores genéticos podem estar influenciando tanto a exposição ao risco ambiental quanto a doença. Nesses casos, as medidas destinadas a reduzir a exposição ambiental não reduzirão o risco de doença. Por outro lado, a herdabilidade da exposição às condições ambientais em si não significa que os fatores ambientais não sejam responsáveis pela doença e, portanto, a redução da exposição beneficiaria indivíduos com predisposição genética para comportamentos de risco.